# برايان جيمس (عازف قيثارة)
برايان جيمس (بالإنجليزية: Brian James)‏ هو عازف قيثارة بريطاني، ولد في 18 فبراير 1955 في هامرسميث في المملكة المتحدة.

## وصلات خارجية
- برايان جيمس على موقع IMDb (الإنجليزية)
- برايان جيمس على موقع ميوزك برينز (الإنجليزية)
- برايان جيمس على موقع أول ميوزيك (الإنجليزية)
- برايان جيمس على موقع ديسكوغز (الإنجليزية)
- برايان جيمس على موقع قاعدة بيانات الفيلم (الإنجليزية)